# Karine Lalieux
Karine Lalieux (ur. 4 maja 1964 w Anderlechcie) – belgijska francuskojęzyczna polityk, kryminolog oraz samorządowiec, działaczka Partii Socjalistycznej, w latach 2020–2025 minister na szczeblu federalnym.

## Życiorys
Absolwentka kryminologii na Université Libre de Bruxelles, na którym podjęła pracę jako wykładowczyni akademicka i badaczka.
Zaangażowała się w działalność polityczną w ramach francuskojęzycznej Partii Socjalistycznej. W 2000 objęła mandat deputowanej do Izby Reprezentantów. Wchodziła w skład niższej izby belgijskiego parlamentu również po wyborach w 2003, 2007, 2010 i 2014, zasiadając w niej do 2019. Została również członkinią rady miejskiej Brukseli. Od 2006 była członkinią władz wykonawczych belgijskiej stolicy. Następnie od 2018 do 2020 kierowała brukselskim OCMW (urzędem ds. pomocy społecznej).
W październiku 2020 w nowym rządzie federalnym, na czele którego stanął Alexander De Croo, objęła stanowisko ministra do spraw emerytur i integracji społecznej. W 2024 uzyskała mandat posłanki do parlamentu Regionu Stołecznego Brukseli. W lutym 2025 zakończyła pełnienie funkcji rządowej.

## Odznaczenia
Oficer Orderu Leopolda.